# Tyler Consolidated High School
 (signalé en mai 2025).
Si vous disposez d'ouvrages ou d'articles de référence ou si vous connaissez des sites web de qualité traitant du thème abordé ici, merci de compléter l'article en donnant les références utiles à sa vérifiabilité et en les liant à la section « Notes et références ».
- Archive Wikiwix
- Bing
- Cairn
- DuckDuckGo
- E. Universalis
- Gallica
- Google
- G. Books
- G. News
- G. Scholar
- Persée
- Qwant
- (zh) Baidu
- (ru) Yandex
- (wd) trouver des œuvres sur Wikidata

 (octobre 2022).
Tyler Consolidated High School (TCHS) est une école secondaire publique à Sistersville, en Virginie-Occidentale, aux États-Unis. Située au 1993 Silver Knight Drive, elle fait partie du district des écoles du comté de Tyler. L'école a été créée en 1993 lorsque les élèves du lycée de Sistersville et du lycée du comté de Tyler se sont regroupés pour former un seul lycée pour le comté.

## Clubs et organisations
- National Honor Society
- National Art Honor Society
- Project Pediatrics
- Technology Student Association (TSA)
- Future Farmers of America (FFA)
- Future Business Leaders of America (FBLA)

## Traditions
- Semaine des retrouvailles